# سیارک ۶۵۴۹
سیارک ۶۵۴۹ (به انگلیسی: 6549 Skryabin، نامگذاری:1988PX1) شش هزار و پانصد و چهل و نهمین سیارک کشف شده‌است که در ۱۳ اوت ۱۹۸۸ کشف شد.
قدر مطلق سیارک برابر ۱۴٫۱۰ است.